# Sanne Terlouw
Sanne Marguerite Terlouw (Utrecht, 11 mei 1959) is een Nederlands schrijfster en publiciste.

## Biografie
Sanne Terlouw werd geboren in 1959, als eerste dochter uit het huwelijk van D66-politicus Jan Terlouw en Alexandra van Hulst. Ze heeft twee zussen, hoogleraar Ashley Terlouw en violiste Pauline Terlouw, en een broer.
Sanne Terlouw heeft haar vader in haar jeugd vaak geholpen met schrijven van boeken door haar nieuwsgierigheid. Ze vroeg bijvoorbeeld aan haar vader hoe de Tweede Wereldoorlog was voor een dertienjarig kind. Jan Terlouw schreef naar aanleiding hiervan Oorlogswinter. Rond 1986 begonnen Sanne en haar vader samen te schrijven. Ze schreven korte verhalen met de bedoeling er een detectiveboek voor kinderen van te maken. Door de drukke baan van Jan Terlouw als commissaris van de Koningin, lukte het echter niet hiermee door te gaan. In 2005 werd deze samenwerking nieuw leven ingeblazen. Hiervoor had Sanne Terlouw echter al gepubliceerd onder het pseudoniem Ike Smitswater. Onder dit pseudoniem heeft ze verscheidene boeken gepubliceerd als: Het graf in de tuin en andere verhalen (1992) en Het raadsel van de familie Liezekies (1993). Vanaf 2006 schrijft ze vooral detectives met haar vader.
Sanne Terlouw studeerde in 1985 af in de Nederlandse taal- en letterkunde.